# Michael-Kapelle (Bad Godesberg)

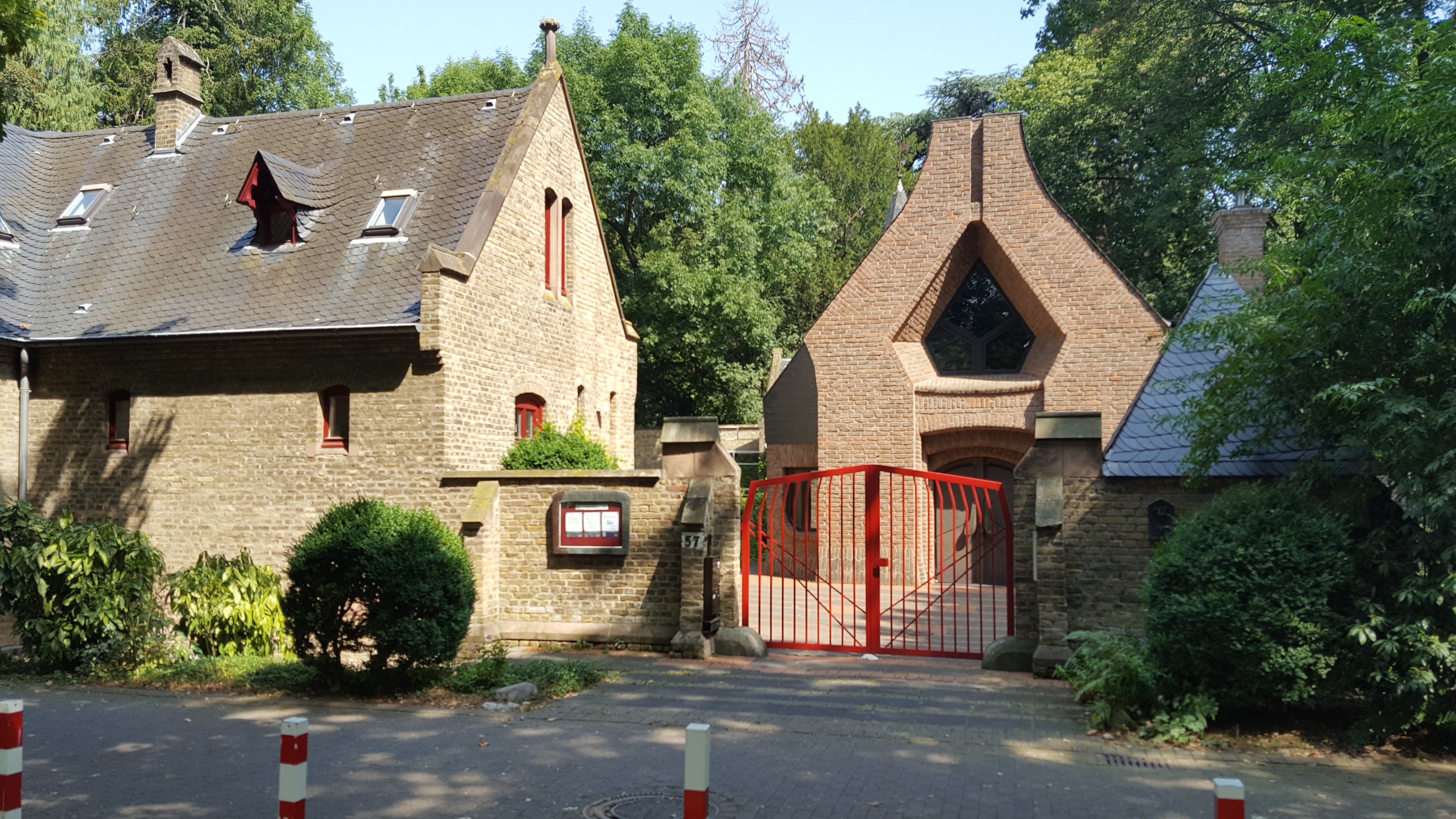
Kapelle mit der vorgebauten modernen Giebelfassade sowie (links) das Gemeindehaus

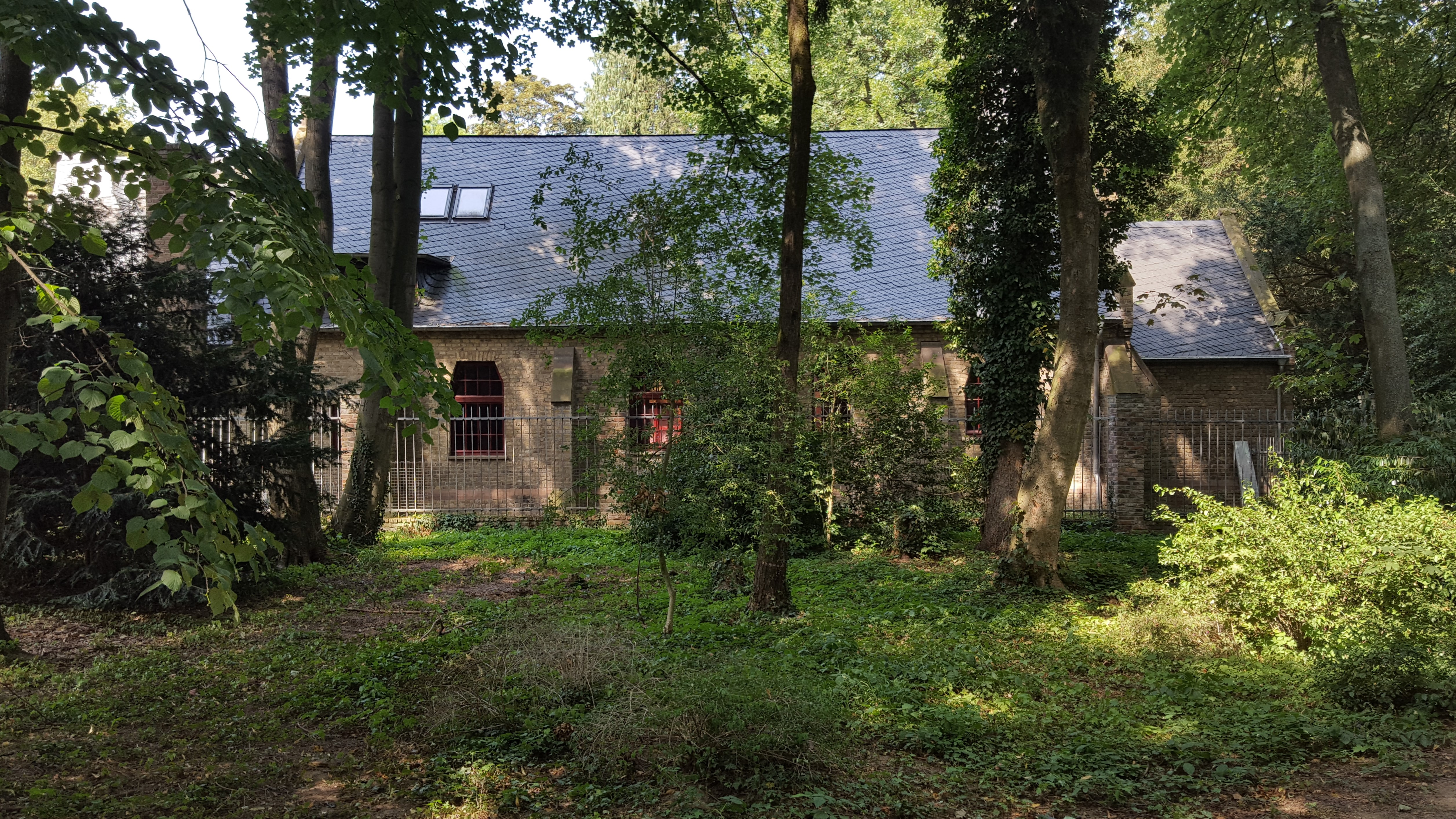
Seitenansicht der Kapelle (vom Leserpark)

Die Michael-Kapelle im Bad Godesberger Stadtteil Plittersdorf ist das Gotteshaus der Christengemeinschaft Bonn. Sie befindet sich im historischen Reitstall der Villa Cahn. Das Gebäude steht als „Nebengebäude“ dieser Villa unter Denkmalschutz.
Im südwestlichen Teil des ehemaligen Grundstückes der Villa Cahn liegen Am Büchel 57 die Gebäude der Bonner Gemeinde der Christengemeinschaft, die sich auf die christliche Überlieferung und die Anthroposophie Rudolf Steiners stützt. Das Zentrum der Gemeinde befindet sich hier seit 1950.

## Geschichte
Die von dem Bonner Bankier Albert Cahn errichtete und nach ihm benannte herrschaftliche Villa wurde bis 1870 am linken Rheinufer errichtet. Etwa zeitgleich und zum Stil des Haupthauses passend entstanden verschiedene Nebengebäude auf dem großzügigen Grundstück. Dazu gehörte ein Pferdestall.
Im Oktober 1950	mietete die Bonner Christengemeinschaft den zu dem Zeitpunkt ungenutzten Stall von der in den Vereinigten Staaten lebenden Besitzerfamilie an und baute ihn zur Kapellennutzung um; am 12. Mai 1951 wurde diese Kapelle geweiht. Bis 1957 kam es zwischen Vermieter und Mieter zu mehreren gerichtlichen Auseinandersetzungen um die Weiternutzung des Gebäudes. Auch Anfang der 1960er Jahre konnten aufgrund der Planung, das Gesamtanwesen der Villa Cahn zu verkaufen, mit den Eigentümern nur kurzfristige Mietverträge abgeschlossen werden. Im November 1970 kam es zu diesem Verkauf; die Rheinpark-Grundstücksgesellschaft (Schörghuber Unternehmensgruppe) erwarb die Liegenschaft. In Folge kam es erneut zu Kündigungen und Auseinandersetzungen über die Nutzung der Kapelle. Im April 1976 wurde der ehemalige Wirtschaftsbereich der Villa Cahn von der Stadt als Baugrundstück für kirchliche und soziale Zwecke ausgewiesen. Die Gebäude wurden als erhaltenswert eingestuft, später wurde auch der Denkmalschutzstatus erteilt. Eine Renovierung mit Erweiterungsbauten erfolgte im September 1981; ebenfalls erhielt die Kapelle eine neue Innenausstattung. Nach weiteren Auseinandersetzungen mit dem Eigentümer konnte die Christengemeinschaft am 14. Juni 1985 das Grundstück und die Gebäude Am Büchel 57 erwerben.